# Nembus
Nembus, Flamsteed-Bezeichnung 51 Andromedae, frühere Bezeichnung Ypsilon Persei, ist ein heller Riese vom K-Typ im Sternbild Andromeda und ist rund 174 Lichtjahre von der Erde entfernt.
Der Stern wird schon von Ptolemäus im Almagest erwähnt und ins Sternbild Andromeda gestellt. In Johann Bayers Uranometria aus dem Jahr 1603 erscheint der Stern als υ Persei im Sternbild des Perseus. Die Internationale Astronomische Union rückte den Himmelskörper wieder ins Sternbild Andromeda und John Flamsteeds Benennung 51 Andromedae setzte sich durch. Sowohl bei Johann Bayer wie auch bei Johann Elert Bode wird der Name des Sterns mit Nembus wiedergegeben und diese Eigenname ist auch von der IAU akzeptiert worden.